# Łozówka (rejon szarkowszczyński)
Łozówka (biał. Лазоўкаі; ros. Лозовка) – wieś na Białorusi, w obwodzie witebskim, w rejonie szarkowszczyńskim, w sielsowiecie Jody.
Dawniej dwie wsie Łozówka I i Łozówka II.

## Historia
W czasach zaborów w powiecie dzisieńskim, w guberni wileńskiej Imperium Rosyjskiego
W latach 1921–1945 Łozówka I I Łozówka II leżały w Polsce, w województwie wileńskim, w powiecie dziśnieńskim (od 1926 w powiecie brasławskim), w gminie Jody.
Powszechny Spis Ludności z 1921 roku podał dane łączne dla dwóch wsi. Zamieszkiwało tu 28 osób, 10 było wyznania prawosławnego a 18 staroobrzędowego. Jednocześnie 18 mieszkańców zadeklarowało polską a 10 białoruską przynależność narodową. Było tu 7 budynków mieszkalnych. W 1931 Łozówkę I w 4 domach zamieszkiwało 18 osób i Łozówkę II również w 4 domach zamieszkiwało 18 osób.
Wierni należeli do parafii prawosławnej w Jodach. Miejscowość podlegała pod Sąd Grodzki w Brasławiu i Okręgowy w Wilnie; właściwy urząd pocztowy mieścił się w Jodach.
W wyniku napaści ZSRR na Polskę we wrześniu 1939 miejscowość znalazła się pod okupacją sowiecką. 2 listopada została włączona do Białoruskiej SRR. Od czerwca 1941 roku pod okupacją niemiecką. W 1944 miejscowość została ponownie zajęta przez wojska sowieckie i włączona do Białoruskiej SRR.
Od 1991 w składzie niepodległej Białorusi.